# Gaja-la-Selve
Gaja-la-Selve é uma comuna francesa na região administrativa de Occitânia, no departamento de Aude. Estende-se por uma área de 11,38 km². Em 2010 a comuna tinha 142 habitantes (densidade: 12,5 hab./km²).